# 2-Phenyl-2-propanol
2-Phenyl-2-propanol ist eine chemische Verbindung aus der Gruppe der Alkohole.

## Vorkommen
Natürlich kommt 2-Phenyl-2-propanol in Türkischem Oregano und Kopfigem Thymian vor.

## Gewinnung und Darstellung
2-Phenyl-2-propanol kann durch eine Grignard-Reaktion von Brombenzol oder Phenylmagnesiumbromid mit Aceton gewonnen werden.

## Eigenschaften
2-Phenyl-2-propanol ist ein weißer bis gelblicher, brennbarer, schwer entzündbarer, geruchloser Feststoff, der praktisch unlöslich in Wasser ist.

## Verwendung
2-Phenyl-2-propanol wird als Rohstoff und Zwischenprodukt für organischen Synthesen, Pharmazeutika, Agrochemikalien und Farbstoffe verwendet. 2-Phenyl-2-propanol ist das Hauptstoffwechselprodukt von Cumol und kann daher als Biomarker für eine Cumolexposition eingesetzt werden.

## Sicherheitshinweise
Laut einem Bericht des Bundesinstitut für Risikobewertung aus dem Jahr 2008 gibt es deutliche Hinweise darauf, dass 2-Phenyl-2-propanol allergische Reaktionen beim Menschen auslöst.